# František Schwarz (1840–1906)
František Schwarz (8. května 1840 Pardubice – 7. května 1906 Plzeň) byl český politik, veřejný činitel na Plzeňsku, novinář a autor publikací o veřejné správě, s velkými zásluhami o povznesení české kultury v regionu.

## Biografie
Vystudoval matematiku, deskriptivní geometrii, statistiku a národní hospodářství na pražské polytechnice. Během studií se seznámil s předními novináři a literáty (Vítězslav Hálek, Jan Neruda aj.) a zapojil se do kulturního života. Už jako dvacetiletý vydal almanach Růže a přispíval do časopisu Čas (redaktorem byl Vincenc Vávra Haštalský). Po neshodách s vydavatelem celá redakce v roce 1862 odešla a založila nový časopis, Hlas. Téhož roku se Schwarz pokusil vydávat ilustrovaný časopis Rodinná kronika, to však skončilo nezdarem a finanční ztrátou. Vedle toho se podílel na organizování kulturních akcí, například svatojánských slavností 1862 (první velká národní událost po r. 1848, Schwarz o ní vydal publikaci) a Havlíčkovy slavnosti v Borové, kde byl jednatelem.
V roce 1864, s blížícími se sněmovními volbami, jej čeští poslanci požádali, aby odjel do Plzně, kde tehdy dominovali Němci, s cílem podpořit tam českou věc. V Plzni pak prožil celý zbytek života. Podílel se na vydávání Plzeňských novin (podle jiného pramene byl sám roku 1864 zakladatelem Plzeňských novin) a s pomocí anonymní brožurky úspěšně agitoval za založení české střední školy a divadla v západočeské metropoli. Koncem roku 1865 byl jmenován okresním tajemníkem. Když pak v létě 1866 vtrhla pruská vojska na Plzeňsko po prohrané bitvě u Hradce Králové a většina rakouských úřadů přestala fungovat, vedl Schwarz jednání s nepřítelem a prováděl likvidaci škod.

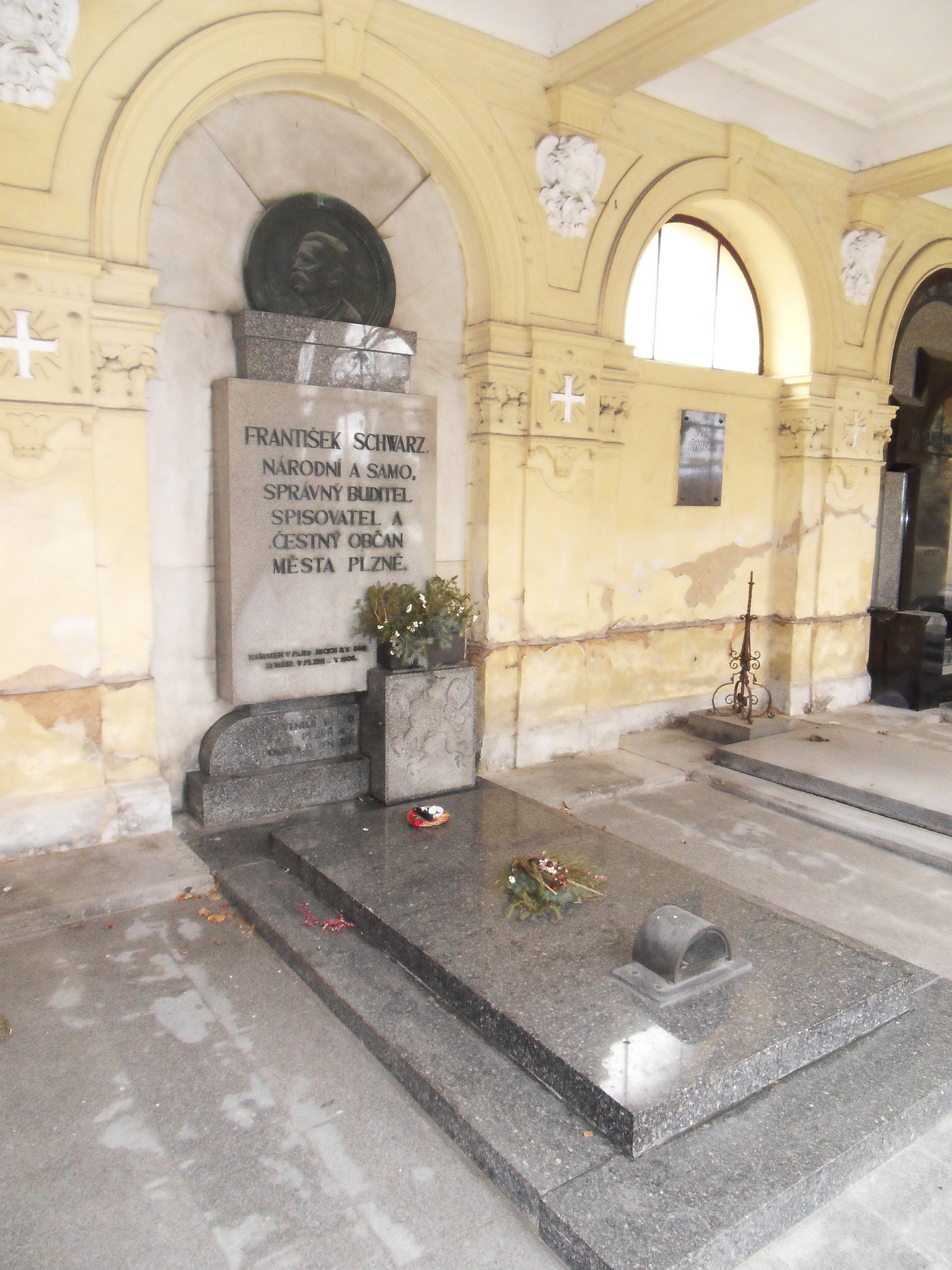
Čestný hrob Františka Schwarze v arkádách na plzeňském Ústředním hřbitově

V samosprávě plzeňského okresu působil Schwarz 40 let. Během té doby soustavně podporoval českou kulturu, ať již činností ve spolcích Sokol, Hlahol aj., nebo jako předseda plzeňského odboru Matice školské, která zajistila založení a provoz českých škol ve Stříbře a Nýřanech. Byl také ředitelem plzeňského muzea.
V roce 1883 byl zvolen do českého zemského sněmu za okresy rokycanský a blovický a funkci poslance sněmu vykonával v letech 1883–1889 a 1892–1903. Do sněmu se vrátil v doplňovacích volbách konaných v závěru prosince 1892.
Ve volbách do Říšské rady roku 1891 se stal i poslancem Říšské rady (celostátní parlament), kde reprezentoval městskou kurii, obvod Plzeň (zvolen jako kompromisní kandidát staročechů i mladočechů). Slib složil 16. dubna 1891. Mandát poslance vídeňského parlamentu obhájil za stejný obvod ve volbách do Říšské rady roku 1897 a volbách do Říšské rady roku 1901. Rezignaci na mandát oznámil na schůzi 17. listopadu 1903. Na poslaneckém postu ho pak nahradil Josef Čipera. Během působení na Říšské radě byl i členem rakousko-uherských delegací (společný orgán zástupců obou částí monarchie).
Schwarz byl rovněž činný literárně. Vydal řadu publikací v oboru místní samosprávy (např. Jak by politické a finanční zřízení mělo býti upraveno – anonymně; Starosta Václav Dobrovský, reformátor obce nezdarovské) a rolnictví (Nové upravení daně pozemkové v okresu Plzeňském). Publikoval v časopise Samosprávný obzor. Z francouzštiny přeložil Tocquevillův spis O demokracii v Americe.
Během svého působení si Schwarz získal respekt a vděčnost plzeňských občanů obětavou vlasteneckou prací. Pozoruhodné přitom je, že byl v administrativě samoukem – na rozdíl od většiny úředníků na podobných významných pozicích mu chybělo právnické vzdělání.